# ギフハートバス
ギフハートバス（GIFU HEART BUS）は、岐阜県岐阜市を営業運行する自動運転バス（自動運転車）である。
2023年（令和5年）11月25日から運行開始した。

## 概要
- 使用車両はマクニカの子会社でGAUSSIN MACNICA MOBILITY（略称Gama・旧NAVYA（フランス語版））のARMA（乗車定員10名）[5]。車両の外観、内装、ロゴ、及び専用バス停のデザインは水戸岡鋭治によるものである[6][7]。1号車から3号車の3両が運行され、内装のデザインがそれぞれ異なる[6]。車両は2023年（令和5年）11月25日に行われた「公共交通フェスタ2023」で車両が披露された[8]。
- 運行はBOLDLY、岐阜バスなどが担当する[2]。
- 運行期間は2023年（令和5年）11月25日から2028年3月31日までの予定である[6]。なお、街の中心部で長期間、自動運転バスが運行されるのは全国で初めてという[4]。
- 2023年時点ではレベル2運転であり、オペレーターが乗車する。最終的にはレベル4運転の移行を目指す[1][2][3][4]。
- 運賃は無料。原則予約制であり、希望日の30日前から岐阜バスの予約専用電話またはLINE予約システムにて予約する[6]。

## 運行ルート
中心部ルート
- 毎日運行。岐阜市中心部を左回り（反時計回り）で循環する。2023年10月に廃止された岐阜バスの中心部ループ線に類似したルートである。
- JR岐阜（JR岐阜駅バスターミナル3番のりば）[6] → 柳ヶ瀬 → 岐阜市役所・メディアコスモス → 金華橋通り柳ケ瀬[9] → JR岐阜

岐阜公園ルート
- 土日祝日のみ運行。岐阜駅と岐阜公園方面を左回り（反時計回り）で循環する。
- JR岐阜 → 柳ケ瀬 → 市役所・鶯谷高校口 → 川原町 → 岐阜公園歴史博物館前 → 御鮨街道 → 市民会館・裁判所前 → 金華橋通り柳ケ瀬[9] →JR岐阜

## 歴史

### 営業開始以前の実証実験
岐阜市は公共交通の運転手不足や運⾏コストの縮減などの解決策として、2019年度から自動運転技術の活用、走行実験を段階的に実施している。

#### 2019年
11月17日開催の「トランジットモール 2019」において、金公園内で自動運転車両走行実験を行う。これは市民に自動運転技術に触れてもらい、認知度を高めることを目的とするものであり、走行実験状況や自動運転車両の監視用モニター画面が来場者に公開された。使用車両はアイサンテクノロジー・ティアフォー・岡谷鋼機が共同開発した小型自動運転車の「Milee」。実験はアイサンテクノロジーなどの協力で行われ、実際に事前に応募した市民が乗車した。

#### 2020年
公道を用いた実証実験を初めて実施。一般交通の影響や路上駐⾞などの自動運転に際し生じる課題を検証、自動運転技術に対する市民の理解を深めることを目的とし、群馬大学、岐阜バス、⽇本モビリティの協力のもと、2020年（令和2年）11月11日から15日に金華橋通りの金町2丁目交差点から文化センター前交差点で行われた「トランジットモール 2020」で岐阜バスの日野・ポンチョを用いたレベル2運転が行われた。ルートはJR岐阜駅から「トランジットモール 2020」のトランジットモール区間を経由する左回り（反時計回り）で循環。乗降場所は金公園とJR岐阜駅に設置され、約200人が利用した。

#### 2021年
2020年の実証実験による技術的課題、地域特性・周辺環境における課題を検証。2021年（令和3年）10月23・24日に行われた「公共交通フェスタ2021」に車両が披露され、2021年（令和3年）10月23日から31日にレベル2運転による実証実験を実施。ルートは市役所を起点としJR岐阜駅を循環する中心部ループ線ルート、市役所と若宮通りを循環する若宮通りルートの2つが設定され、金華橋通りの第2車線、長良橋通りの第1車線、バス優先レーンを走行。車両をNAVYA社のARMAに変更するなどが行われた。

#### 2022年
多くの市民や観光客が自動運転バスに乗車できるよう、岐阜公園、川原町といった観光地へのルートを検証するため、岐阜バス、BOLDLYなどの協力のもと、2022年（令和4年）10月22日・23日に行われた「公共交通フェスタ2022」で車両が披露され、2022年（令和4年）10月22日から11月20日にレベル2運転の実証実験を実施。ルートは市役所を起点としてJR岐阜駅を左回り（反時計回り）で循環する中心部ルート、市役所を起点として川原町を右回り（時計回り）で循環する岐阜公園ルートの2つが設定され、途中のバス停として中心部ルートには柳ヶ瀬、高島屋前。岐阜公園ルートには御鮨街道、岐阜公園が設置された。10月22日と23日には閉鎖空間（ぎふメディアコスモス敷地内）ではあるがレベル4運転が行われた。LINE乗車予約サービスなどで予約して利用が可能であった。